# أسد اله كندي
أسد اله كندي (بالفارسية: اسداله‌کندی) هي قرية تقع في أذربيجان الغربية في إيران. يقدر عدد سكانها بـ 0 نسمة بحسب إحصاء 2016.